# 藝術管理
藝術管理（英語：Arts Management）指在藝術與社會大眾之間的管理中介，迄今，藝術管理還尚未有明確的定義，根據賴瑛瑛在當代藝術管理一書中，提及狹義的藝術管理可以是藝術活動管理的技能，廣義的範疇則是與文化藝術相關的政策、機制、法規、辦法、實務案例及理論探討的統稱。

## 藝術管理特點
- 藝術知識
- 管理技能
- 服務型管理

## 臺灣藝術管理的學術單位
| 學校             | 系所名稱                                                          | 授予學位  | 簡史 | 領域                                       |
| 國立臺灣師範大學 | 美術學系碩士班美術教育與美術行政組 美術學系博士班美術行政與管理組 | 碩士 博士 | 1981年，美術學系成立碩士班，並設有美術教育與美術行政組。 2000年，美術學系成立博士班，其中分組有美術行政與管理組。                                                                                | 美術                                       |
| 元智大學         | 藝術與設計學系藝術與設計管理碩士班                                | 碩士      | 1999年成立藝術管理研究所，後於2010年與藝術創意與發展學系整併為藝術與設計學系暨藝術管理碩士班。2019年改名藝術與設計管理碩士班。                                                                   |                                            |
| 國立臺北藝術大學 | 藝術行政與管理研究所                                              | 碩士      | 2000年成立。 |                                            |
| 國立臺南藝術大學 | 應用音樂學系藝術管理學程 高階藝術管理碩士在職學位學程             | 學士 碩士 | 2002年成立音樂行政組，2014年改名藝術管理組，2018年改制 2019年成立。 | 音樂、藝術經紀                             |
| 樹德科技大學     | 藝術管理與藝術經紀系                                              | 學士      | 前身為2002年成立之休閒事業管理系藝術管理組。2011年成立藝術管理與藝術經紀學位學程，是臺灣首個設置於技專校院中的藝術管理學術單位。2017年改成獨立系。                                               | 劇場管理、表演藝術                         |
| 真理大學         | 音樂應用學系行政管理組                                            | 學士      | 2005年，音樂應用學系成立藝術行政組之分組，2008年改名行政管理組。 | 音樂、表演藝術                             |
| 國立臺灣藝術大學 | 藝術管理與文化政策研究所                                          | 碩士 博士 | 2006年成立藝術與文化政策管理研究所（含博、碩士班），2011年改名藝術管理與文化政策研究所。 |                                            |
| 國立東華大學     | 藝術創意產業學系                                                  | 學士 碩士 | 2010年成立藝術創意產業學系，同時原視覺藝術教育研究所與民族藝術研究所，併入藝術創意產業學系為視覺藝術教育碩士班及民族藝術碩士班。2017年，該系兩碩士班整併為藝術創意產業學系碩士班，設置教學分組。 | 視覺藝術、藝術產業經營、民族藝術、藝術教育 |
| 國立中山大學     | 藝術管理與創業研究所                                              | 碩士      | 2020年成立。 | 藝文組織管理、社區藝術管理、藝文興創       |
| 中原大學         | 企業管理學系碩士班藝術文創管理組 博士班藝術管理組                 | 碩士 博士 | 碩士班藝術文創管理組於2022年成立、博士班藝術管理組於2021年成立，皆為招生分組。 |                                            |

## 臺灣已不存在的藝術管理學術單位
- 南華大學：1998年成立美學與藝術管理研究所，2009年併入美學與視覺藝術學系為碩士班，後於2010年改名視覺與媒體藝術學系暨碩士班。2017年再度改名視覺藝術與設計學系。
- 國立臺南藝術大學：1999年成立音像藝術管理研究所。2010年，音像藝術管理研究所與音像動畫研究所合併為動畫藝術與影像美學研究所，並分設動畫藝術組、影像美學組。
- 真理大學：2013年成立音樂應用學系藝文產業經營與管理碩士班，2015年停招。